# عزة للنقل
عزة للنقل (بالإنجليزية: Azza Transport)‏ هي شركة شحن جوي سودانية. تتخذ من الخرطوم مقرا لها. وهي تعمل على خدمة الشحن المستأجرة في جميع أنحاء أفريقيا والشرق الأوسط وخدماتها موجهة أساسا لأوروبا.، ويقع مركزها الأساسي في مطار الخرطوم الدولي..

## تاريخ
تأسست الشركة في عام 1993 وبدأت عملياتها في سبتمبر 1993، وهي مملوكة من قبل بنك أم درمان الوطني. تشغل 350 موظفا في 30 مايو 2007. وفرضت وزارة الخارجية الأمريكية جزء من العقوبات الاقتصادية على قائمة الشركات السودانية بما في ذلك شركة عزة للنقل الجوي، وشملت نقل الأسلحة الصغيرة والذخيرة والمدفعية للقوات الحكومية السودانية وميليشيا الجنجويد في دارفورأسس القوات الجوية السودانية.

## حادث
- في 21 أكتوبر 2009، تحطمت الرحلة 2241 عند الإقلاع والتي تقل 6 أفراد من طاقمها على طائرة بوينغ 707-320 بمطار الشارقة الدولي، وكانت تحمل بضائع فقط، وجميع أفراد الطاقم الستة لقوا مصرعهم.[2][3]

## الأسطول
يشمل أسطول عزة للنقل الطائرات التالية (في أكتوبر 2009):
- 1 أنتونوف إيه إن 12
- 1 أنتونوف أن-26
- 1 بوينغ 707 (تحطمت في الشارقة في أكتوبر 2009)
- 2 إيليوشين إل 76

## وصلات خارجية
- أسطول عزة للنقل